# 丁艳锋
丁艳锋(1966年4月—)是一位中国农学家。中共党员，现任南京农业大学副校长、党委常委，教授，博士生导师，农业部南方作物生理生态重点开放实验室主任，中国作物学会常务理事。

## 生平
1966年出生于江苏兴化，1989年获南京农业大学作物栽培学与耕作学硕士学位，1996年获南京农业大学农学博士学位，1997年～1998年赴日本千叶大学进行合作研究，2000年～2002年获日本科技厅资助在日本农水省农业研究机构作物研究所做STA博士后，2002年8月回国。1989年在南京农业大学农学系参加工作，1996年任南京农业大学粮作教研组主任，2000年任南京农业大学科技处副处长，2003年任南京农业大学农学院副院长，2005年任南京农业大学农学院副院长（主持工作），2006年任南京农业大学农学院院长，2011年任南京农业大学副校长。